# Antonio Blanco (calciatore 2000)
Antonio Blanco Conde (Montalbán, 23 luglio 2000) è un calciatore spagnolo, centrocampista dell'Alavés.

## Caratteristiche tecniche
È un centrocampista centrale abile in entrambe le fasi e nel dettare i tempi al reparto.
Nel 2017 è stato inserito nella lista dei migliori sessanta calciatori nati nel 2000 stilata da The Guardian.

## Carriera

### Club

#### Gli inizi, Real Madrid
Cresciuto nel settore giovanile del Real Madrid, debutta in prima squadra il 18 aprile 2021 in occasione dell'incontro di Primera División pareggiato 0-0 contro il Getafe.

#### Cadice
Nell'agosto 2022 viene ceduto in prestito fino al termine della stagione al Cadice. Durante la sessione invernale di calciomercato viene richiamato dal prestito.

#### Alavés
Il 12 gennaio 2023 passa in prestito all'Alavés fino al termine della stagione. Il 25 luglio 2023, dopo essere tornato a Madrid, viene acquistato a titolo definitivo dalla società basca, con la quale firma un contratto fino al 30 giugno 2027.

### Nazionale
Nel maggio 2021 viene convocato dalla nazionale under-21 spagnola per prendere parte alla fase a eliminazione diretta del campionato europeo di categoria, al posto di Jon Moncayola risultato positivo al COVID-19.
L'8 giugno 2021, a seguito del focolaio di coronavirus che ha colpito la nazionale maggiore spagnola, viene convocato assieme ad altri giocatori dell'Under-21 per prendere parte all'amichevole contro la Lituania; fa il suo esordio nella ripresa rilevando Manu García al 54'.

## Statistiche
Statistiche aggiornate al 31 maggio 2021.

### Presenze e reti nei club
| Stagione        | Squadra          | Campionato      | Campionato | Campionato | Coppe nazionali | Coppe nazionali | Coppe nazionali | Coppe continentali | Coppe continentali | Coppe continentali | Altre coppe | Altre coppe | Altre coppe | Totale | Totale | Totale |
| Stagione        | Squadra          | Comp            | Pres       | Reti       | Comp            | Pres            | Reti            | Comp               | Pres               | Reti               | Comp        | Pres        | Reti        | Pres   | Reti   |        |
| --------------- | ---------------- | --------------- | ---------- | ---------- | --------------- | --------------- | --------------- | ------------------ | ------------------ | ------------------ | ----------- | ----------- | ----------- | ------ | ------ | ------ |
| 2019-2020       | Real M. Castilla | SDB             | 23         | 1          |                 | -               | -               |                    | -                  | -                  |             | -           | -           | 23     | 1      |        |
| 2020-2021       | Real M. Castilla | SDB             | 19         | 0          |                 | -               | -               |                    | -                  | -                  |             | -           | -           | 19     | 0      |        |
| 2021-2022       | Real M. Castilla | PF              | 22         | 1          |                 | -               | -               |                    | -                  | -                  |             | -           | -           | 22     | 1      |        |
| 2020-2021       | Real Madrid      | PD              | 4          | 0          | CR              | 0               | 0               | UCL                | 0                  | 0                  |             | -           | -           | 4      | 0      |        |
| 2021-2022       | Real Madrid      | PD              | 1          | 0          | CR              | 0               | 0               | UCL                | 1                  | 0                  |             | -           | -           | 2      | 0      |        |
| 2022-gen. 2023  | Cadice           | PD              | 3          | 0          | CR              | 1               | 0               |                    | -                  | -                  |             | -           | -           | 4      | 0      |        |
| gen.-giu. 2023  | Alavés           | SD              | 17+1       | 0          | CR              | 1               | 0               |                    | -                  | -                  |             | -           | -           | 19     | 0      |        |
| 2023-2024       | Alavés           | PD              | 33         | 0          | CR              | 3               | 0               | -                  | -                  | -                  | -           | -           | -           | 36     | 0      |        |
| Totale Alavés   | Totale Alavés    | Totale Alavés   | 50+1       | 0          |                 | 4               | 0               |                    | -                  | -                  |             | -           | -           | 55     | 0      |        |
| Totale carriera | Totale carriera  | Totale carriera | 123        | 2          |                 | 5               | 0               |                    | 1                  | 0                  |             | -           | -           | 129    | 2      |        |

### Cronologia presenze e reti in nazionale
| Cronologia completa delle presenze e delle reti in nazionale ― Spagna | Cronologia completa delle presenze e delle reti in nazionale ― Spagna | Cronologia completa delle presenze e delle reti in nazionale ― Spagna | Cronologia completa delle presenze e delle reti in nazionale ― Spagna | Cronologia completa delle presenze e delle reti in nazionale ― Spagna | Cronologia completa delle presenze e delle reti in nazionale ― Spagna | Cronologia completa delle presenze e delle reti in nazionale ― Spagna | Cronologia completa delle presenze e delle reti in nazionale ― Spagna |
| Data                                                                  | Città                                                                 | In casa                                                               | Risultato                                                             | Ospiti                                                                | Competizione                                                          | Reti                                                                  | Note                                                                  |
| --------------------------------------------------------------------- | --------------------------------------------------------------------- | --------------------------------------------------------------------- | --------------------------------------------------------------------- | --------------------------------------------------------------------- | --------------------------------------------------------------------- | --------------------------------------------------------------------- | --------------------------------------------------------------------- |
| 8-6-2021                                                              | Leganés                                                               | Spagna                                                                | 4 – 0                                                                 | Lituania                                                              | Amichevole                                                            | -                                                                     | 54’                                                                   |
| Totale                                                                |                                                                       | Presenze                                                              | 1                                                                     |                                                                       | Reti                                                                  | 0                                                                     |                                                                       |

## Palmarès

### Club

#### Competizioni giovanili
- UEFA Youth League: 1

Real Madrid: 2019-2020

#### Competizioni nazionali
- Campionato spagnolo: 1

Real Madrid: 2021-2022

#### Competizioni internazionali
- UEFA Champions League: 1

Real Madrid: 2021-2022

### Nazionale
- Campionato d'Europa Under-19: 1

Armenia 2019
- Campionato d'Europa Under-17: 1

Croazia 2017

### Individuale
- Squadra del torneo degli Europei Under-21:

Romania-Georgia 2023